# Best of 00–10
Best of 00-10 este o compilație de tip Best Of a formației de muzică electronică Ladytron. Albumul include piese remasterizate de pe albumele 604 din 2001, Light & Magic din 2002, Witching Hour din 2005 și Velocifero din 2008. Conține de asemenea și două piese noi, single-ul "Ace of Hz" lansat pe 30 noiembrie 2010 și un cover după "Little Black Angel" de Death in June. 
Best of 00-10 a fost lansată în două versiuni: standard (17 piese) și Deluxe (16 piese în plus față de ediția standard, plus un booklet de 80 de pagini).

## Ediții și conținut[1]
Toate piesele au fost compuse de Ladytron.

### Versiunea standard
1. "Destroy Everything You Touch" – 4:38
2. "International Dateline" – 4:18
3. "Seventeen" – 4:39
4. "Discotraxx" – 3:51
5. "Tomorrow" – 3:37
6. "Soft Power" – 5:21
7. "Ghosts" – 4:30
8. "Fighting in Built Up Areas" – 4:01
9. "Playgirl" – 3:51
10. "Blue Jeans" – 3:46
11. "Cracked LCD" – 2:33
12. "Deep Blue" – 5:04
13. "Light & Magic" – 3:36
14. "Runaway" – 4:50
15. "The Last One Standing" – 3:13
16. "Little Black Angel" – 3:32
17. "Ace of Hz" – 3:33

### Versiunea Deluxe (discul bonus)
1. "The Reason Why" – 4:13
2. "Whitelightgenerator" – 4:01
3. "Mu-Tron" – 2:58
4. "Black Plastic" – 4:17
5. "The Way That I Found You" – 3:29
6. "True Mathematics" – 2:23
7. "High Rise" – 4:56
8. "Black Cat" – 5:08
9. "Another Breakfast With You" – 3:03
10. "USA vs. White Noise" – 2:14
11. "Commodore Rock" – 4:47
12. "Evil" – 5:34
13. "Beauty*2" – 4:25
14. "Season of Illusions" – 4:01
15. "Versus" – 5:43
16. "All the Way..." – 4:08

### Best of Remixes
Pe 8 martie 2011, Ladytron a lansat și o compilație cu cele mai bune remixuri ale pieselor lor.
1. "Seventeen" (Soulwax Remix) – 4:28
2. "Destroy Everything You Touch" (Sasha Invol2ver Remix) – 8:23
3. "Ace of Hz" (Tiësto Remix) – 7:26
4. "Runaway" (James Zabiela's Red Eye Remix) – 8:59
5. "Ghosts" (Toxic Avenger Remix) – 3:37
6. "Playgirl" (Felix da Housecat Glitz Club Mix) – 6:37
7. "He Took Her to a Movie" (Bertrand Burgalat Mix) – 3:46
8. "Evil" (Ewan Pearson Single Remix) – 4:11
9. "Blue Jeans" (Josh Wink Remix) – 6:04
10. "Soft Power" (Vicarious Bliss Gutter Remix) – 6:47
11. "International Dateline" (Simian Mobile Disco Remix) – 5:19
12. "Beauty*2" (Frozen Smoke Remix) – 4:50
13. "Weekend" (James Iha Mix) – 4:00
14. "Seventeen" (Justin Robertson Mix) – 7:05
15. "Destroy Everything You Touch" (Hot Chip Remix) – 6:51
16. "Last One Standing" (Shipps & Tait Remix) – 3:46
17. "Tomorrow" (Apparat Mix) – 5:39